# 利茲大學大禮堂

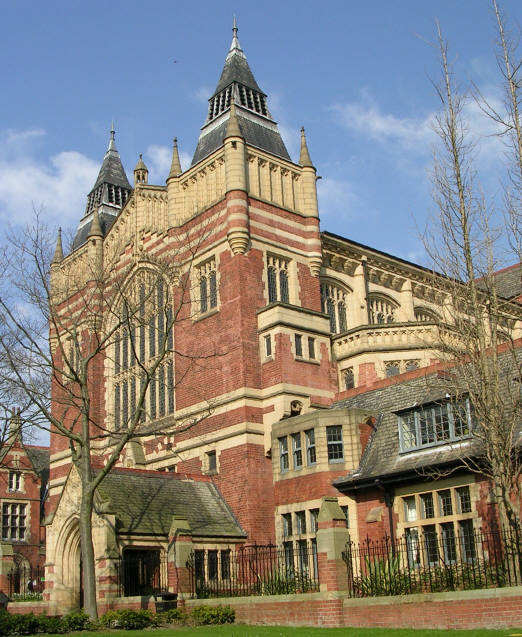
利茲大學大禮堂

大禮堂（Great Hall）是利茲大學的一座建築，外觀為哥特復興式風格。利茲大學大禮堂是一座II級登錄建築。現在大禮堂主要用於畢業典禮和考試時使用。